# Штокало Мирослава Йосипівна
Миросла́ва Йо́сипівна Што́кало (24 серпня 1926, Дніпродзержинськ — 22 листопада 2014, Київ) — українська хімік-аналітик, 1987 — доктор хімічних наук, професор Національного інституту харчових технологій; 1991 — дійсний член Академії інженерних наук України, 1995 — Нью-Йоркської академії наук, 1996 — Соросівський професор.

## Життєпис
Її батько — Штокало Йосип Захарович, академік АН УРСР, мати, Зінаїда Євстафіївна — інженер-хімік. Її чоловік, Дебрівський Іван Єлисейович, працював директором Інституту легкої промисловості.
Закінчила навчання в Київському університеті — хімічний факультет, аспірантуру — в Інституті загальної та неорганічної хімії АН УРСР. Після захисту кандидатської дисертації працювала в відділі аналітичної хімії АН УРСР.

Могила Мирослави Штокало, Байкове кладовище

1968 року почала працювати викладачем в Київському технологічному інституті харчової промисловості. Протягом 1976—1998 року завідувала кафедрою аналітичної хімії, по ній кафедрою завідувала доцент, кандидат хімічних наук Є. Є. Костенко.
Є авторкою більш як 220 наукових праць, котрі стосуються:
- аналітичної хімії,
- фотометричного аналізу,
- хімії комплексних сполук.

Запропонувала загальний підхід до вивчення безбарвних комплексів багатозарядних іонів металів — спільно з А. К. Бабком розробила метал-індикаторний метод дослідження комплексів у розчині.
Нагороджена медалями «В пам'ять 1500-річчя Києва», «Ветеран праці», подякою голови Київської ОДА, Почесною грамотою ЦК ВЦСПС.
Померла на 89-му році життя 22 листопада 2014 року. Похована разом із родиною на Байковому кладовищі (ділянка № 9, 50°25′4.5″ пн. ш. 30°30′31.88″ сх. д. / 50.417917° пн. ш. 30.5088556° сх. д.).